# Tantal(III)-bromid
Tantal(III)-bromid, TaBr3, ist ein Salz des Tantals aus der Gruppe der Bromide.

## Gewinnung
Tantal(III)-bromid wird durch Reduktion von Tantal(V)-bromid hergestellt. Dazu werden die Dämpfe von Tantal(V)-bromid und Wasserstoff bei 700 °C durch eine Röhre geleitet.

## Eigenschaften
Tantal(III)-bromid reagiert mit Wasser und Alkalien, dabei wird das Tantal unter Freisetzung von Wasserstoff zu Ta4+ oxidiert und es entsteht Tantal(IV)-oxid als brauner Feststoff, welches bei Normalbedingungen langsam, bei hoher Temperatur schnell zu Tantal(V)-oxid oxidiert. Starke Oxidationsmittel wie Salpetersäure oder Permangansäure oxidieren das Tantal sofort in das Tantal(V)-oxid.